# Mistrzostwa Polski w Biathlonie 1973
7. Mistrzostwa Polski w biathlonie odbyły się w 1973 w Zakopanem. Rozegrano tylko jedną konkurencję, bieg indywidualny mężczyzn na dystansie 20 kilometrów.

## Terminarz i medaliści
| Data | Konkurencja                | Złoto                               | Srebro                            | Brąz                                 |
| 1973 | Bieg indywidualny mężczyzn | Aleksander Klima WKS Legia Zakopane | Andrzej Fiedor WKS Legia Zakopane | Stanisław Karpiel WKS Legia Zakopane |